# Molteno
Molteno (lombardul: Multee) település Olaszországban, Lombardia régióban, Lecco megyében. Lakosainak száma 3525 fő (2023. január 1.). Molteno Bosisio Parini, Costa Masnaga, Oggiono, Rogeno, Annone di Brianza, Garbagnate Monastero és Sirone községekkel határos.

## Népesség
A település lakossága az elmúlt években az alábbi módon változott:
| Lakosok száma | 3580 | 3611 | 3525 |
|               | 2017 | 2018 | 2023 |